# Iowa (pueblo amerindio)
Los iowa (también ioway) son una tribu amerindia siouan (grupo hoka-sioux), cuyo nombre proviene de «ayuhwa» (dormidos o dormilón), pero que se llamaban «pahotcha» o «bah-kho-je» (caras empolvadas o nieve gris). Antiguamente vivían en las orillas del lago Ontario, desde donde emigraron hasta la actual Iowa (EE. UU.). Actualmente viven en dos reservas en el condado de Brown (Kansas, con 947,63 acres) y en el condado de Richardson (Nebraska, con 210,06 acres) y en la Reserva Kensan del Iowa Trust de Oklahoma.

## Demografía
En 1760 eran unos 1100 individuos, pero fueron reducidos a 500 en 1900. En 1960 había unos 100 en Kansas y 100 en Oklahoma. En 1980 volvían a ser 1000 (de los cuales sólo 20 hablaban la lengua propia), y hacia 1990 ya eran unos 1700 indios. 
Según datos de la Oficina de Asuntos de Nativos Americanos de 1995, en las reservas Iowa de Kansas y Nebraska (Agencia Horton) vivían 533 y 44 individuos respectivamente (2288 y 188 apuntados en el rol tribal, respectivamente), mientras que en la Iowa Tribe de Oklahoma (agencia Shawnee) vivían 857 individuos (pero solo 458 en el rol tribal). En total 2934 individuos. 
Según el censo de 2000, había 1451 iowa puros, 76 mezclados con otras tribus, 688 mezclados con otras razas y 43 con otras razas y otras tribus. En total, 2258 individuos.

## Costumbres
Sus costumbres eran parecidas a las de las otras tribus de lengua sioux de las llanuras, como los omaha, ponca y osage. No solo eran cazadores, eran semisedentarios, y su medio de vida agrícola era similar a la de las tribus de los bosques del Este. Cultivaban maíz, fabricaban pipas de calinita y las mercadeaban junto con pieles con los colonizadores franceses.
Vivían en casas cubiertas de tierra con forma de horno, pero también usaban el tipi durante la época de caza o en las incursiones guerreras. Como los osage o los kansa, llevaban el pelo rapado, decorado con piel de ciervo.
Reconocían tres grandes consecuciones durante la batalla: comportamiento valeroso, matar a un enemigo, decapitarlo y cortar la cabellera del enemigo, igual que las tribus de las llanuras.

## Historia

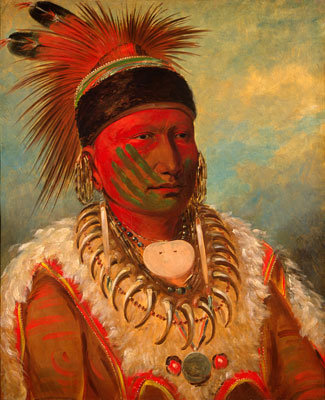
Nube Blanca, jefe de los iowa en 1845, por Catlin (National Gallery of Art).

En tiempos prehistóricos emigraron del Norte de los Grandes Lagos hasta la actual Iowa. Hacia el siglo XVI emigraron del río Misisipi a las Llanuras, y posiblemente se separaron de la tribu winnebago.  A mediados del s. XVII los indios iowa se encontraban en la cuenca del río Minesota, pero, junto con los indios oto, fueron invadidos y desterrado por los indios dakota, quienes a su vez habían sido vencidos y desterrados por los indios ojibwa.
Hacia 1700 estaban localizados en Red Pipestone Quarry (Minnesota), desde donde irían sobre 1800 hacia las riberas del Platte, donde les visitarían Lewis y Clark en 1804. Allí comerciaban con los franceses y con las otras tribus, gracias a su ventajosa situación por los yacimientos de calinita.
Entre 1820 y 1830 cedieron sus tierras de Minnessota, Iowa y Misuri a los EE. UU., y, en 1821, con su caudillo Mahaska (Mew-hew-she-kaw, «Nube Blanca»), se trasladaron a una reserva en la frontera entre Kansas y Nebraska, cediendo las tierras de Little Platte en Misuri en 1824.
En 1836 se establecieron en una lengua de tierra en Misuri con los sauk y los fox, pero un grupo de descontentos marchó a Oklahoma en 1838. Unos 45 lucharon en la Guerra Civil al lado de los Unionistas, entre ellos el Jefe James Nube Blanca, hijo del Jefe Mahaska. En 1861 se crearon dos reservas oficiales para ellos, en Nebraska y en Kansas, pero en 1883 un grupo fue llevado a los condados de Lincoln, Payne y Logan, en el Territorio Indio, donde sufrieron aculturación y parcelación de tierras.
En 1988 Louis Deroin fue escogido jefe de los iowa de Nebraska y Kansas. Diane Jobe es el administrador tribal de los iowa de Oklahoma.

## Lista de iowa célebres
- Jefe Mahaska
- Antoine Barada